# Mordwiens
Het Mordwiens (мокшэрзянь, moksjerzjan, mokšèrzjan’) is een taal met ca. 750.000 sprekers in het midden van Europees Rusland, tussen Moskou en Saratov, hoofdzakelijk in de autonome republiek Mordovië, maar ook in grote gebieden daarbuiten. Nergens vormt het Mordwiens de meerderheid. De positie en de toekomstkansen van de taal worden ernstig bemoeilijkt door dit feit, maar vooral ook doordat de sprekers van het Mordwiens hun taal bij voorkeur beschouwen als twee verschillende talen: Erzja en Moksja. Taalkundigen beschikken niet over eenduidige criteria om een taal van een dialect te kunnen onderscheiden. Van de Mordwienen spreekt ongeveer 2/3 Erzja en 1/3 Moksja.
Het Mordwiens is een Finoegrische taal. De taal maakt deel uit van de Fins-Permische groep binnen die familie, evenals het Fins, het Estisch en het Laps of Samisch. Erzja en Moksja hebben een aparte schrijftaal. Beide gebruiken het cyrillische alfabet.
Het Mordwiens heeft in het verleden invloeden ondergaan van omringende Turkse talen, maar vooral van het Russisch, dat overal waar Mordwiens wordt gesproken de dominante taal is.

## Kenmerken van het Mordwiens
(de voorbeelden komen uit het Erzja, niet alle lettertekens kunnen correct worden weergegeven)
- De medeklinkers kunnen in bijna alle gevallen stemloos of stemhebbend zijn (het Moksja kent bijvoorbeeld een stemloze j)
- De tegenstelling gepalataliseerd : niet-gepalataliseerd is eveneens zeer belangrijk (n : n', t : t'; in de gepalataliseerde klanken klinkt een j'tje)
- Het Mordwiens is de enige Finoegrische taal die onbekommerd de opeenhoping van medeklinkers accepteert: ksi 'brood', ksn'i 'ijzer'.
- Het lijdend voorwerp wordt in de werkwoordsvorm aangegeven: palan 'ik kus' palasa 'ik kus hem/haar', palatan 'ik kus jou', palatadiz' 'ik kus jullie' etc. Soortgelijke systemen komen ook in andere Finoegrische talen voor (bijvoorbeeld in het Hongaars), maar nergens zo compleet en überhaupt nergens in de Finse tak.
- In plaats van voorzetsels gebruikt het Mordwiens naamvallen (in het Erzja 12, in het Moksja 13) of achterzetsels.
- Er zijn geen lidwoorden; bepaaldheid wordt uitgedrukt door een uitgang: l'ej 'rivier' vs. l'ejs'  'de rivier', l'ejs'e 'in een rivier' vs. l'ejs'en't'  'in de rivier'. Dit systeem is uniek in de Finoegrische familie.
- Eveneens uniek: bepalingen van plaats en naamwoorden kunnen als werkwoord worden vervoegd: loman' 'mens': loman'an 'ik ben een mens'; mazij 'mooi' : mazijan 'ik ben mooi', kudoso 'thuis' : kudoson 'ik ben thuis'.
- Er is geen onderscheid tussen mannelijk en vrouwelijk, en dus ook niet tussen hij en zij: son betekent beide.
- Klinkerharmonie, zoals het Fins die heeft, komt in beperkte mate voor: kudo+so 'in het huis' vs. vel'e+se 'in het dorp'.